# 管花薯
管花薯又名长管牵牛、圆萼天茄儿，为旋花科番薯属植物，分布于亚洲、美洲、非洲热带地区，包括台湾岛以及中国大陆的广东、海南等地，常生于海滩以及沿海的台地灌丛中。